# Saint-Pardoux-les-Cards
Saint-Pardoux-les-Cards este o comună în departamentul Creuse din centrul Franței. În 2009 avea o populație de 295 de locuitori.

## Evoluția populației
| An        | 1975 | 1982 | 1990 | 1999 | 2006 | 2009 |
| --------- | ---- | ---- | ---- | ---- | ---- | ---- |
| Populație | 449  | 403  | 352  | 298  | 294  | 295  |